# Équipe du Danemark de football à la Coupe du monde 2010
Cet article relate le parcours de l'équipe du Danemark lors de la Coupe du monde de football 2010 organisée en Afrique du Sud du 11 juin au 11 juillet 2010.

## Effectif
| Numéro / Nom       | Numéro / Nom            | Équipe              | Sél. (but)       | Date de naissance          | J.              |                 |                 |                 |                 |
| Gardiens de but    | Gardiens de but         | Gardiens de but     | Gardiens de but  | Gardiens de but            | Gardiens de but | Gardiens de but | Gardiens de but | Gardiens de but | Gardiens de but |
| ------------------ | ----------------------- | ------------------- | ---------------- | -------------------------- | --------------- | --------------- | --------------- | --------------- | --------------- |
| 1                  | Thomas Sorensen         | Stoke City          | 86 (0)           | 12 juin 1976 (33 ans)      | 3               | 0               | 1               | 0               | 0               |
| 16                 | Stephan Andersen        | Brøndby IF          | 7 (0)            | 29 novembre 1981 (28 ans)  | 0               | 0               | 0               | 0               | 0               |
| 22                 | Jesper Christiansen     | FC Copenhague       | 11 (0)           | 26 novembre 1981 (28 ans)  | 0               | 0               | 0               | 0               | 0               |
| Défenseurs         |                         |                     |                  |                            |                 |                 |                 |                 |                 |
| 3                  | Simon Kjær              | US Palerme          | 7 (0)            | 26 mars 1989 (21 ans)      | 2               | 0               | 2               | 0               | 0               |
| 4                  | Daniel Agger            | Liverpool           | 32 (3)           | 12 décembre 1984 (25 ans)  | 3               | 0               | 0               | 0               | 0               |
| 6                  | Lars Jacobsen           | Blackburn Rovers    | 31 (0)           | 20 septembre 1979 (30 ans) | 3               | 0               | 0               | 0               | 0               |
| 13                 | Per Krøldrup            | AC Fiorentina       | 30 (0)           | 31 juillet 1979 (30 ans)   | 1               | 0               | 1               | 0               | 0               |
| 15                 | Simon Poulsen           | AZ Alkmaar          | 5 (0)            | 7 avril 1984 (26 ans)      | 3               | 0               | 0               | 0               | 0               |
| 23                 | Patrick Mtiliga         | Málaga CF           | 4 (0)            | 28 janvier 1981 (29 ans)   | 0               | 0               | 0               | 0               | 0               |
| Milieux de terrain |                         |                     |                  |                            |                 |                 |                 |                 |                 |
| 2                  | Christian Poulsen       | Juventus FC         | 74 (6)           | 28 février 1980 (30 ans)   | 3               | 0               | 1               | 0               | 0               |
| 5                  | William Kvist Jorgensen | FC Copenhague       | 14 (0)           | 24 février 1985 (25 ans)   | 0               | 0               | 0               | 0               | 0               |
| 7                  | Daniel Jensen           | Werder Brême        | 49 (3)           | 25 juin 1979 (30 ans)      | 1               | 0               | 0               | 0               | 0               |
| 8                  | Jesper Grønkjær         | FC Copenhague       | 78 (5)           | 12 août 1977 (32 ans)      | 2               | 0               | 0               | 0               | 0               |
| 10                 | Martin Jørgensen        | AGF Århus           | 96 (12)          | 6 octobre 1975 (34 ans)    | 3               | 0               | 0               | 0               | 0               |
| 12                 | Thomas Kahlenberg       | VfL Wolfsburg       | 31 (3)           | 20 mars 1983 (27 ans)      | 3               | 0               | 0               | 0               | 0               |
| 14                 | Jakob Poulsen           | AGF Århus           | 13 (1)           | 7 juillet 1983 (26 ans)    | 2               | 0               | 0               | 0               | 0               |
| 17                 | Mikkel Beckmann         | Randers FC          | 5 (0)            | 24 octobre 1983 (26 ans)   | 1               | 0               | 0               | 0               | 0               |
| 20                 | Thomas Enevoldsen       | FC Groningen        | 6 (1)            | 27 juillet 1987 (22 ans)   | 1               | 0               | 0               | 0               | 0               |
| 21                 | Christian Eriksen       | Ajax Amsterdam      | 3 (0)            | 14 février 1992 (18 ans)   | 2               | 0               | 0               | 0               | 0               |
| Attaquants         |                         |                     |                  |                            |                 |                 |                 |                 |                 |
| 9                  | Jon Dahl Tomasson       | Feyenoord Rotterdam | 110 (51)         | 29 août 1976 (33 ans)      | 2               | 1               | 0               | 0               | 0               |
| 11                 | Nicklas Bendtner        | Arsenal FC          | 32 (11)          | 16 janvier 1988 (22 ans)   | 3               | 1               | 1               | 0               | 0               |
| 18                 | Søren Larsen            | MSV Duisbourg       | 19 (11)          | 6 septembre 1981 (28 ans)  | 1               | 0               | 0               | 0               | 0               |
| 19                 | Dennis Rommedahl        | Ajax Amsterdam      | 96 (16)          | 22 juillet 1978 (31 ans)   | 3               | 1               | 0               | 0               | 0               |
| Sélectionneur      |                         |                     |                  |                            |                 |                 |                 |                 |                 |
|                    | Morten Olsen            |                     | 102 (joueur) (4) | 14 août 1949 (60 ans)      |                 |                 |                 |                 |                 |

 = capitaine --  Gardien de butDéfenseurMilieu de terrainAttaquantSélectionneur

## Qualifications, Zone Europe, Groupe 1
| Rang | Équipe   | Pts | J  | G | N | P | Bp | Bc | Diff |  | Résultats (▼ dom., ► ext.) |     |     |     |     |     |     |
| ---- | -------- | --- | -- | - | - | - | -- | -- | ---- |  | -------------------------- | --- | --- | --- | --- | --- | --- |
| 1    | Danemark | 21  | 10 | 6 | 3 | 1 | 16 | 5  | +11  |  | Danemark                   |     | 1-1 | 1-0 | 0-1 | 3-0 | 3-0 |
| 2    | Portugal | 19  | 10 | 5 | 4 | 1 | 17 | 5  | +12  |  | Portugal                   | 2-3 |     | 0-0 | 3-0 | 0-0 | 4-0 |
| 3    | Suède    | 18  | 10 | 5 | 3 | 2 | 13 | 5  | +8   |  | Suède                      | 0-1 | 0-0 |     | 2-1 | 4-1 | 4-0 |
| 4    | Hongrie  | 16  | 10 | 5 | 1 | 4 | 10 | 8  | +2   |  | Hongrie                    | 0-0 | 0-1 | 1-2 |     | 2-0 | 3-0 |
| 5    | Albanie  | 7   | 10 | 1 | 4 | 5 | 6  | 13 | -7   |  | Albanie                    | 1-1 | 1-2 | 0-0 | 0-1 |     | 3-0 |
| 6    | Malte    | 1   | 10 | 0 | 1 | 9 | 0  | 26 | -26  |  | Malte                      | 0-3 | 0-4 | 0-1 | 0-1 | 0-0 |     |

## Coupe du monde

### Premier tour - groupe E
| Rang | Équipe   | Pts | J | G | N | P | Bp | Bc | Diff |
| ---- | -------- | --- | - | - | - | - | -- | -- | ---- |
| 1    | Pays-Bas | 9   | 3 | 3 | 0 | 0 | 5  | 1  | +4   |
| 2    | Japon    | 6   | 3 | 2 | 0 | 1 | 4  | 2  | +2   |
| 3    | Danemark | 3   | 3 | 1 | 0 | 2 | 3  | 6  | -3   |
| 4    | Cameroun | 0   | 3 | 0 | 0 | 3 | 2  | 5  | -3   |

#### Pays-Bas - Danemark
| 14 juin 2010                            | Pays-Bas | 2–0   | Danemark | Soccer City, Johannesbourg  |                             |
| 13:30 UTC+2 · Historique des rencontres |          | (0–0) |          | Arbitrage : Stéphane Lannoy | Arbitrage : Stéphane Lannoy |

#### Cameroun - Danemark
| 19 juin 2010                            | Cameroun | 1–2   | Danemark | Loftus Versfeld Stadium, Pretoria |  |
| 20:30 UTC+2 · Historique des rencontres |          | (1–1) |          |                                   |  |

#### Danemark - Japon
| 24 juin 2010                            | Danemark | 1–3   | Japon | Royal Bafokeng Stadium, Rustenburg |  |
| 20:30 UTC+2 · Historique des rencontres |          | (0–2) |       |                                    |  |